# Cercestis ivorensis
Cercestis ivorensis là một loài thực vật có hoa trong họ Ráy (Araceae). Loài này được A.Chev. mô tả khoa học đầu tiên năm 1909.